# دیوید جفی
دیوید اسکات جفی (به انگلیسی: David Jaffe) (زاده ۱ دسامبر ۱۹۷۱) کارگردان و طراح بازی ویدئویی آمریکایی است که به سبب کارگردانی سری بازی‌های همچون فلز درهم‌تنیده و خدای جنگ شناخته شده‌است. در سال ۲۰۰۷، دیوید جفی پس از ترک سرگرمی کامپیوتری سونی آمریکا همراه با اسکات کمپل، استودیوی مستقل بازی‌سازی «ایت اسلیپ پلی» را تأسیس کردند.

## کارها
| نام بازی            | تاریخ انتشار | نقش                         |
| ------------------- | ------------ | --------------------------- |
| فلز درهم تنیده      | ۲۰۱۲         | کارگردان                    |
| کالینگ آل کارز      | ۲۰۱۲         | کارگردان                    |
| خدای جنگ ۲          | ۲۰۰۷         | مدیرتولید                   |
| خدای جنگ            | ۲۰۰۵         | کارگردان                    |
| کینتیکا             | ۲۰۰۱         | طراح اولیه بازی             |
| فلز درهم تنیده: بلک | ۲۰۰۱         | کارگردان                    |
| فلز درهم تنیده ۲    | ۱۹۹۶         | کارگردان، تهیه‌کننده، طراح   |
| فلز درهم تنیده      | ۱۹۹۵         | طراح                        |
| میکی مانیا          | ۱۹۹۴         | طراح                        |
| اسکای‌بلیزر          | ۱۹۹۴         | آزمایش کننده                |
| ۳ نینجا کیک بک      | ۱۹۹۴         | دستیار تهیه‌کننده، ایده اصلی |

### واکنش به اعدام محسن شکاری
پس از اعدام محسن شکاری، از دستگیرشدگان خیزش ۱۴۰۱ ایران، دیوید جفی در توییتی به این واقعه واکنش نشان داد. محسن شکاری که از علاقمندان به بازی خدای جنگ بود، که در ۱۷ آذر ۱۴۰۱، پس از ۷۵ روز بازداشت، توسط جمهوری اسلامی اعدام شد.
دیوید جفی در توییتر نوشت: «غم‌انگیز، رقت‌انگیز، دل‌شکن. هر کسی که در برابر شیوه‌ی (فعلی) رهبری در ایران می‌ایستد، در کتاب من یک قهرمان است. در آرامش و قدرت بخواب محسن شکاری. امیدوارم دلیری، استقامت و کنش‌گری تو برای میلیون‌ها نفر الهام‌بخش باشد، کریتوس می‌توانست عاشق تو باشد».